# Hypericophyllum compositarum
Hypericophyllum compositarum là một loài thực vật có hoa trong họ Cúc. Loài này được Steetz mô tả khoa học đầu tiên.